# Dendrohermannia monstruosa
Dendrohermannia monstruosa är en kvalsterart som först beskrevs av Aoki 1977.  Dendrohermannia monstruosa ingår i släktet Dendrohermannia och familjen Nanhermanniidae. Inga underarter finns listade i Catalogue of Life.